# Tal Shaked
Tal Shaked (Albuquerque, Nuevo México, 5 de febrero de 1978) es un jugador de ajedrez estadounidense, que ostenta el título de Gran Maestro Internacional. Fue campeón del mundo juvenil en 1997.

## Biografía y resultados destacados
Shaked aprendió a jugar al ajedrez a los siete años y desarrolló sus habilidades en las organizaciones de ajedrez escolar de Tucson, Arizona. En las categorías iniciales ganó varios campeonatos escolares nacionales, incluyendo el National Primary Championship (1987), el National Elementary Championship (1990), el National K-8 Championship (1991), el National Championship de clase cadete (1992) y, finalmente, el Campeonato Junior de ajedrez de Estados Unidos (Sub-20) y el National Open (ambos en 1995).  En 1991 fue galardonado con el Premio Laura Aspis como jugador estadounidense menor de 13 años con mejor ranking; ese mismo año se convirtió en el más joven jugador que nunca hubiera ganado el Campeonato Estatal de Arizona.
Su victoria en el Campeonato Junior de 1995 le abrió las puertas a participar en el Campeonato de ajedrez de Estados Unidos en 1996. Aunque era el jugador más joven y el de más bajo Elo del campeonato, sorprendió a todos con su juego, liderando el torneo después de ocho rondas. Al año siguiente, Shaked recibió la beca Frank Samford que le permitió disponer de suficientes recursos económicos para dedicarse al ajedrez a tiempo completo. Aprovechando la oportunidad, logró en 1996 tres normas de Gran Maestro en solo cinco meses y obtuvo oficialmente el título ese mismo año; no sería hasta diez años más tarde que otro jugador nacido en Estados Unidos alcanzaría nuevamente ese grado. Dos meses después de su tercera norma, Shaked ganó el campeonato del mundo juvenil de 1997, derrotando al mejor jugador del torneo y futuro Gran Maestro, Alexander Morozevich en un mate de alfil y caballo. Obtuvo un total de seis victorias y siete partidas acabadas en tablas, por delante de Morozevic, y del futuro campeón del mundo, Ruslan Ponomariov, entre otros.
Como vencedor del Campeonato del mundo Junior, fue invitado a participar en el torneo de Grandes Maestros en Tilburg, Países Bajos, con una nómina de participantes que incluía al campeón del mundo Gary Kasparov, el futuro campeón, Vladimir Kramnik y los Grandes Maestros Internacionales Peter Svidler, Peter Leko, Alexei Shirov, Judit Polgár y Michael Adams. Shaked compitió en el Campeonato del mundo de la FIDE de 1998, ganando su encuentro de primera ronda, antes de ser eliminado en la segunda por Serguei Rubliovski.
En 1998, Shaked alcanzó las semifinales del Campeonato de los Estados Unidos, derrotando a Boris Gulko, antes de perder con el futuro campeón, Nick de Firmian. Ingresó en la Universidad de Maryland con una beca de ajedrez en 1998 y contribuyó, como primer tablero, a la victoria de su equipo en el Pan American Intercollegiate Team Chess Championship.
Finalmente abandonó el ajedrez de competición, pero se mantuvo activo con el ajedrez relámpago en internet. Su última competición importante fue el Campeonato Mundial de Ajedrez de la FIDE 1999, pero a esas alturas ya había decidido abandonar el ajedrez profesional. Shaked se graduó en informática en la Universidad de Arizona y obtuvo el máster en la Universidad de Washington en 2004. En la actualidad trabaja como programador en Google.